# Hans Rosenberg
Pour les articles homonymes, voir Rosenberg.
Hans Rosenberg, né le 26 février 1904 à Hanovre (Province de Hanovre) et mort le 26 juin 1988 à Kirchzarten (Bade-Wurtemberg), est un historien allemand.